# William Montgomery (Politiker, 1789)
William Montgomery (* 29. Dezember 1789 im Guilford County, North Carolina; † 27. November 1844 in Albrights, North Carolina) war ein US-amerikanischer Politiker. Zwischen 1835 und 1841 vertrat er den Bundesstaat North Carolina im US-Repräsentantenhaus.

## Werdegang
William Montgomery studierte Medizin und begann nach seiner Zulassung als Arzt in Albrights in diesem Beruf zu praktizieren. Gleichzeitig schlug er eine politische Laufbahn ein. In den 1820er Jahren schloss er sich der Bewegung um den späteren US-Präsidenten Andrew Jackson an. Später wurde er Mitglied der von diesem 1828 gegründeten Demokratischen Partei. In den Jahren 1824 bis 1827 sowie nochmals von 1829 bis 1834 saß er im Senat von North Carolina.
Bei den Kongresswahlen des Jahres 1834 wurde Montgomery im achten Wahlbezirk von North Carolina in das US-Repräsentantenhaus in Washington, D.C. gewählt, wo er am 4. März 1835 die Nachfolge von Daniel Laurens Barringer antrat. Nach zwei Wiederwahlen konnte er bis zum 3. März 1841 drei Legislaturperioden im Kongress absolvieren. Diese waren bis 1837 von den Diskussionen um die Politik von Präsident Jackson bestimmt. Zwischen 1837 und 1839 war Montgomery Vorsitzender des Postausschusses.
Im Jahr 1840 lehnte er eine erneute Kandidatur ab; danach zog er sich aus der Politik zurück. William Montgomery starb am 27. November 1844 in Albrights.